# Kamizelka przeciwodłamkowa OLV

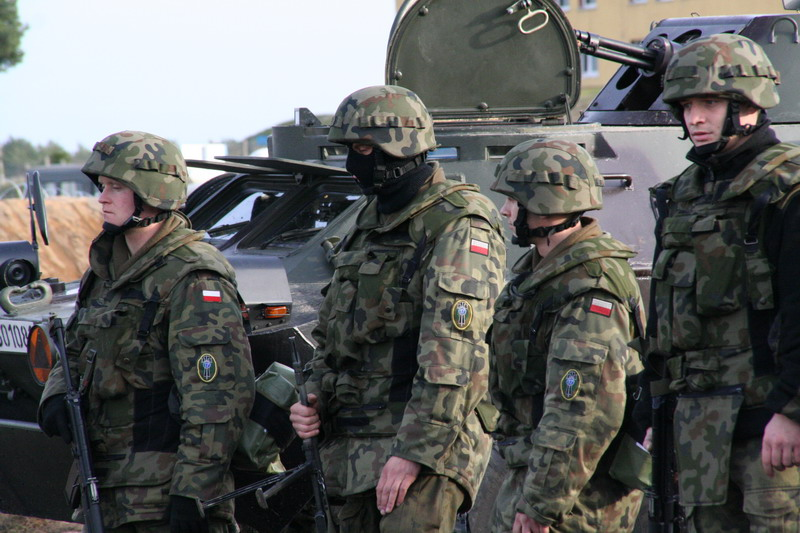
Żołnierze polscy w kamizelkach OLV

Kamizelka OLV – polska kamizelka kuloodporna przeznaczona dla żołnierzy Wojsk Lądowych. W produkcji od początku lat 90.
Chroni przed pociskami 9 mm Parabellum (2. klasa kuloodporności według normy PN-V-87000:1999), ponadto istnieje możliwość zastosowania z przodu płyty stalowej, która chroni także przed pociskami 7,62 mm, wystrzeliwanymi z kbk AKM (4. klasa kuloodporności według normy PN-V-87000:1999). Wyposażona jest także w kołnierz stójkowy, naramienniki oraz doczepianą osłonę podbrzusza; posiada właściwości odłamkoodporne.
Kamizelka nie tylko pełni rolę ochronną, ale przeznaczona jest również do przenoszenia dodatkowego oporządzenia. Posiada 14 kieszeni przyszytych na stałe (m.in. 2 kieszenie na 2 magazynki do kbk AK/kbk Beryl, 1 kieszeń na opatrunek, 1 na radio, 2 na granaty ręczne). Z tyłu umiejscowione jest miejsce na zamocowanie maski MP5 w pokrowcu.
Waga kamizelki z pełnymi wkładami: 11,5 kg. Kamizelka była produkowana w kamuflażu pantera w odmianie leśnej oraz pustynnej.
W 2014 ukraińscy ochotnicy skupowali kamizelki OLV w celu wykorzystywania ich podczas toczącej się wówczas wojny w Donbasie

## Opinia o kamizelce
Kamizelki OLV były m.in. na wyposażeniu żołnierzy UNPROFOR czy PKW Irak. Użytkownicy zgłosili szereg uwag m.in.: zbyt duża waga w porównaniu do podobnych konstrukcji na wyposażeniu innych armii,  nieergonomiczne umieszczenie kieszeni, nietrwałe zamknięcia kieszeni..

## Użytkownicy
- Siły Zbrojne Rzeczypospolitej Polskiej
- Siły Zbrojne Ukrainy[3]